# Паскуаль Мокумбі
Паскуаль Мануель Мокумбі (10 квітня 1941 , Distrito Urbano de Nlhamankulud  — 25 березня 2023 ) — мозамбіцький лікар і політичний діяч. Був міністром охорони здоров'я з 1980 по 1987 рік, потім міністром закордонних справ з 1987 по 1994 рік, згодом прем'єр-міністром Мозамбіка з 1994 по 2004 рік.

## Життєпис
Народився 10 квітня 1941 року в сім'ї Мануеля Мокумбі Малуме та Лета Ельсона Куле. Він розпочав навчання в Міссао де Мокумбі (місія Мокумбі), округ Інхарріме, провінція Інхамбан, у Португальській Східній Африці, де закінчив початкове навчання в 1952 році. Середня школа Салазара у місті Мапуто, з 1953 по 1960 рік. З кінця 1950-х років Мокумбі був членом правління «Нуклеуса африканських студентів середнього рівня Мозамбіка» (NESAM).
У 1961 році він був членом засновником Національної спілки студентів Мозамбіка (UNEMO), а згодом генеральним секретарем та віцепрезидентом цієї студентської організації. Після від'їзду до Лісабона в 1960 та 1961 рр. він записався на медичний факультет Лісабонського університету. Пізніше він покинув Португалію з політичних причин і вступив до університету Пуатьє у Франції, де пробув до 1963 року.
У 1962 р. Мокумбі брав участь у створенні Фронту визволення Мозамбіка (ФРЕЛІМО) у Танзанії та в розробці його статутів, програми та резолюцій. У 1963 році він перервав навчання та поїхав до Танзанії, де був призначений членом Центрального комітету ФРЕЛІМО та очолив Департамент інформації та пропаганди FRELIMO. З 1965 по 1967 рік був постійним представником ФРЕЛІМО в Алжирі.
У 1967 році Мокумбі відновив навчання в Лозаннському університеті (Швейцарія), та закінчив його як лікар у 1973 році. Під час медичного навчання він пройшов навчання медсестринства в кантональній університетській лікарні, що дозволило йому працювати як медсестра й далі навчатися.
Закінчивши навчання, він працював у Швейцарії, в лікарні де Сент-Луп, з 1973 по 1975 рік, пройшовши школу-інтернат (хірургія, акушерство, медицина та педіатрія). Отримав диплом з планування здоров'я у Дакарі, Сенегал у 1975 році.

## Медична кар'єра
Після повернення до Мозамбіку він взяв на себе обов'язки лікаря в секції акушерства та гінекології Центральної лікарні Мапуто, одночасно був директором лікарні Хосе Макамо з 1975 по 1976 роки; гінеколог-акушер центральної лікарні Бейра, головний лікар та провінційний директор охорони здоров'я Софли, 1976—1980.
Протягом своєї кар'єри він брав участь як координатор Національної бази в Бейрі, в Національній кампанії з вакцинації, яка досягла кульмінації в Мозамбіка під час ліквідації кору. У період з 1976 по 1979 рік він брав участь у підготовці Всесвітнього звіту про здоров'я 1978-79.

## Політична кар'єра
У 1980—1987 рр. — обіймав посаду міністра охорони здоров'я Мозамбіка. Він приділяв особливий інтерес здоров'ю матері та дитини, створюючи для медсестер основний курс здоров'я матері та дитини. Він також брав участь у створенні та навчанні хірургічних техніків, що сприяло покращенню обслуговування акушерських та невідкладних ситуацій. Він є співавтором публікацій, таких як «Практичне акушерство», 1987 р. та «Втручання в акушерство», 1992 рік.
У 1987—1994 рр. — був міністром закордонних справ Мозамбіка. Очолюючи дипломатію, він сприяв нейтралізації зовнішніх факторів дестабілізації та нормалізував відносин Мозамбіка із Заходом. Він зробив особливий внесок у координацію зусиль Уряду з реконструкції, контролю над інфляцією та економічного зростання між 1994 та 1999 роками.
Мокумбі залишив свою посаду в лютому 2004 року. Він є членом засновником ФРЕЛІМО та Національної асоціації ветеранів визволення. Він також є членом Мозамбіканської асоціації охорони здоров'я (AMOSAPU), Мозамбіканської асоціації захисту сім'ї (AMODEFA) та Асоціації борців за національне визволення (ACLLN).
У період з 2004 по 2013 рік Мокумбі займав посаду Верховного представника європейських та інших країн, що розвиваються, у клінічних випробуваннях (EDCTP).